# アラン・リックマン
アラン・シドニー・パトリック・リックマン（Alan Sidney Patrick Rickman, 1946年2月21日 - 2016年1月14日）は、イギリスの舞台および映画俳優。長い無名時代を過ごした後に舞台俳優として名を挙げ、42歳で映画初出演、トップレベルの俳優として世界的に認知された「ハリーポッター」シリーズに初出演した時は55歳で遅咲きの俳優としても知られる。　

## 生涯
4人兄妹の次男としてロンドンのハマースミスの労働者階級の家庭に生まれた。兄弟には上から兄・弟・妹がいる。父はアイルランド系で、アランが8歳の時に肺がんで亡くなっている。
当初はグラフィックデザイナーをしていたが、その後ロンドンの王立演劇学校に入り、英国の舞台演劇で活躍する。
1985年のロイヤル・シェイクスピア・カンパニーによる Les Liaisons Dangereuses では男性のリード役として印象を残し、同作のブロードウェイ・プロダクション（1987年）ではトニー賞にノミネート。
またテレビではBBCの『バーチェスター・タワーズ』においてスロープ氏役を演じるなど、更に活躍の場を広げた。日本の演出家蜷川幸雄が手がけた舞台 Tango at the End of Winter では主役を演じた。
1988年、『ダイ・ハード』で映画初出演。冷酷無比なテロリスト集団のリーダー、ハンス・グルーバー役を熱演し、映画デビュー作にして、代表作の一つと認知される人気を得る。
1991年、『ロビン・フッド』では英国アカデミー賞助演男優賞を受賞。
1996年、『ラスプーチン』ではゴールデングローブ賞の男優賞（ミニシリーズ・テレビ映画部門）とエミー賞（プライムタイム・エミー賞）のミニシリーズ/テレビ映画部門の主演男優賞を受賞。
1997年、自ら初めて監督を務めた自主製作映画の「ウィンター・ゲスト」のプロモーションで来日。ちなみにこの時の来日会見で猛練習した日本語を披露した。
2002年には、ロンドン（2001年）とブロードウェイで大成功した舞台『Private Lives （私生活）』でトニー賞に再びノミネートされた。
学生時代からの付き合いであるパートナーで労働党の元地方議会委員リマ・ホートン (Rima Horton) と1977年からロンドン市内（ウエストボーン・グローブ）で同棲しており、2012年に正式に結婚した。
独特の低音で甘い声も魅力のひとつであり、「ミルクチョコレート・ヴォイス」「ベルベット・ヴォイス」などと形容されていた。
ティム・バートン制作の作品に多く起用される役者の1人でもあった。
2016年1月14日、膵臓癌により69歳で死去。没後に公開された『アイ・イン・ザ・スカイ 世界一安全な戦場』と『アリス・イン・ワンダーランド/時間の旅』が遺作となった。

### ハリー・ポッター・シリーズへの出演
数ある作品の中で、特に『ハリー・ポッター』シリーズ（2001年から2011年）でセブルス・スネイプ役を演じたことは大きく、原作ファンからも「スネイプそのもの」と高い評価を得ていた。現場の出演者たちからもかなりの尊敬と畏怖を抱かれていたという。
リックマンは当初、『ダイ・ハード』や『ロビン・フッド』のような型にはまった悪役を演じることに難色を示し、スネイプのオファーを渋っていたという。しかし、原作者のJ・K・ローリングがリックマンをディナーに連れ出し説得したことで、オファーを受諾した。
そのような経緯から、「『意外な展開になるからそれを知った上で演技してほしい』との意向で、リックマンだけが唯一、ローリングから最終話のあらすじやスネイプの過去を知らされていた」「自分のせいでばれてしまわないかずっと不安がっていた」などと度々噂され、ローリングもそれを示唆する発言をしたことで半ば事実として話が広がった。しかし、リックマン本人はこれをほぼ否定しており、生前のインタビューでも、ローリングとスネイプに関する話をしたことは事実だが「結末について話されたことは全くなくて、（ローリングは）ごくわずかな情報を提供してくれたというだけだよ。私の助けになるようにと、彼がどのような人物であるかについての小さなヒントをもらったに過ぎない。彼の結末はこうなるとかいったことではなかったよ」と話している。
ただ、複数の証言から、少なくともオファー当時（3巻までが出版されていた）より、まだ世間には未発表だったスネイプの何かしらの設定を先に知らされていた可能性は高い。映画第1作などを監督したクリス・コロンバスによれば、撮影現場でリックマンに「（先ほどの演技は）何だったんだ？」と尋ねた際、「7冊目を読めば分かるよ」と返されていたという。主演のダニエル・ラドクリフも、リックマンは撮影の最初の段階から、スネイプにこの先何が待ち受けているかを知っていた人物だと話している。リックマン本人は、ローリングと事前にどのような話をしたかについては「一切口にしないと（ローリングと）約束をした」としていた。リックマン没後の2022年9月に公開された日記から、ローリングから「スネイプがリリー・ポッター[ハリーの母]を愛していた」ことを事前に伝えられていたことが分かった。

## 主な出演作品
| 公開年 | 邦題 原題                                                                                    | 役名                                       | 備考 | 吹き替え |
| ------ | -------------------------------------------------------------------------------------------- | ------------------------------------------ | --- | --- |
| 1988   | ダイ・ハード Die Hard                                                                        | ハンス・グルーバー                         | | 小林勝彦（ソフト版） 有川博（テレビ朝日版） 内海賢二（フジテレビ版） 筈見純（機内上映版） 土師孝也（テレビ朝日版追加録音） 山野井仁（機内上映版追加録音） |
| 1989   | 乙女座殺人事件 The January Man                                                               | エド                                       | | （吹き替え版なし） |
| 1990   | ブラッディ・ガン Quigley Down Under                                                          | エリオット・マーストン                     | | |
| 1991   | 愛しい人が眠るまで Truly Madly Deeply                                                        | ジェイミー                                 | | |
| 1991   | クローズ・マイ・アイズ Close My Eyes                                                         | シンクレア・ブライアント                   | | |
| 1991   | クローゼット・ランド Closet Land                                                             | 尋問官                                     | | （吹き替え版なし） |
| 1991   | ロビン・フッド Robin Hood: Prince of Thieves                                                 | ノッティンガムの司法官ジョージ             | 英国アカデミー賞 助演男優賞 受賞 | 銀河万丈（ソフト版） 内海賢二（フジテレビ版） 土師孝也（テレビ東京版）                                                                                    |
| 1992   | ボブ★ロバーツ Bob Roberts                                                                    | ルーカス・ハート三世                       | | 徳丸完 |
| 1994   | メスメル Mesmer                                                                              | フランツ・アントン・メスメル               | 日本未公開 モントリオール世界映画祭 男優賞 受賞 | N/A |
| 1995   | 恋する予感 An Awfully Big Adventure                                                          | P・L・オハラ                               | | 辻親八 |
| 1995   | いつか晴れた日に Sense and Sensibility                                                       | クリストファー・ブランドン大佐             | | 堀勝之祐 |
| 1996   | ラスプーチン Rasputin                                                                        | ラスプーチン                               | エミー賞主演男優賞（テレビ映画・ミニシリーズ部門） 受賞 ゴールデングローブ賞 主演男優賞（テレビ映画・ミニシリーズ部門） 受賞 全米映画俳優組合賞男優賞 (テレビ映画・ミニシリーズ) 受賞 | 菅生隆之 |
| 1996   | マイケル・コリンズ Michael Collins                                                           | エイモン・デ・ヴァレラ                     | | 小川真司 |
| 1997   | ウィンター・ゲスト The Winter Guest                                                          | 通りの男                                   | 兼監督・脚本 ヴェネツィア国際映画祭CinemAvvenire賞 受賞 | |
| 1998   | 裏切りのキス Judas Kiss                                                                      | デイビット･フリードマン                    | | |
| 1998   | ドグマ Dogma                                                                                 | 大天使：メタトロン                         | | 大友龍三郎 |
| 1998   | ギャラクシー・クエスト Galaxy Quest                                                          | アレキサンダー・デーン、ドクター・ラザラス | | 石塚運昇 |
| 1998   | Dark Harbor                                                                                  | デイビット･ウェインバーグ                  | 日本未公開 | N/A |
| 2000   | シャンプー台のむこうに Blow Dry                                                              | フィル・アレン                             | | 石塚運昇 |
| 2000   | とび★うおーず HELP, I'm A FISH!                                                              | ジョー                                     | | 壤晴彦 |
| 2001   | ハリー・ポッターと賢者の石 Harry Potter and the Sorcerer's Stone                             | セブルス・スネイプ                         | | 土師孝也 |
| 2001   | The Search for John Gissing                                                                  | John Gissing                               | 日本未公開 | N/A |
| 2002   | ハリー・ポッターと秘密の部屋 Harry Potter and the Chamber of Secrets                         | セブルス・スネイプ                         | | 土師孝也 |
| 2003   | ラブ・アクチュアリー Love Actually                                                           | ハリー・トレバー                           | | 有本欽隆 |
| 2004   | ハリー・ポッターとアズカバンの囚人 Harry Potter and the Prisoner of Azkaban                  | セブルス・スネイプ                         | | 土師孝也 |
| 2004   | ボルチモアの光 Something the Lord Made                                                       | アルフレッド・ブラロック教授               | | |
| 2005   | 銀河ヒッチハイク・ガイド The Hitchhiker's Guide to the Galaxy                                | マーヴィン（声のみ）                       | | 鈴木清信 |
| 2005   | ハリー・ポッターと炎のゴブレット Harry Potter and the Goblet of Fire                         | セブルス・スネイプ                         | | 土師孝也 |
| 2006   | スノーケーキを君に SNOW CAKE                                                                 | アレックス・ヒューズ                       | 洋画★シネフィル・イマジカでの放送のみ | |
| 2006   | パフューム ある人殺しの物語 Perfume: The Story of a Murderer                                 | アントワーヌ・リシ                         | | 五王四郎 |
| 2007   | プロフェッサー Nobel Son                                                                     | イーライ・マイケルソン                     | | |
| 2007   | ハリー・ポッターと不死鳥の騎士団 Harry Potter and the Order of the Phoenix                   | セブルス・スネイプ                         | | 土師孝也 |
| 2007   | スウィーニー・トッド フリート街の悪魔の理髪師 Sweeney Todd: The Demon Barber of Fleet Street | ターピン判事                               | | （吹き替え版なし） |
| 2008   | ボトル･ドリーム カリフォルニアワインの奇跡 Bottle Shock                                      | Steven Spurrier                            | | |
| 2009   | ハリー・ポッターと謎のプリンス Harry Potter and the Half-Blood Prince                        | セブルス・スネイプ                         | | 土師孝也 |
| 2010   | アリス・イン・ワンダーランド Alice in Wonderland                                             | アブソレム（声のみ）                       | | 土師孝也（劇場公開版版） 大友龍三郎（フジテレビ版） |
| 2010   | ハリー・ポッターと死の秘宝 PART1 Harry Potter and the Deathly Hallows - Part 1               | セブルス・スネイプ                         | | 土師孝也 |
| 2011   | ハリー・ポッターと死の秘宝 PART2 Harry Potter and the Deathly Hallows - Part 2               | セブルス・スネイプ                         | | 土師孝也 |
| 2012   | モネ・ゲーム Gambit                                                                          | ライオネル・シャバンダー                   | | 土師孝也 |
| 2013   | 大統領の執事の涙 Lee Daniels' The Butler                                                     | ロナルド・レーガン                         | | 中村浩太郎（ソフト版） 土師孝也（BSジャパン版） |
| 2013   | CBGB                                                                                         | ヒリー・クリスタル                         | 日本未公開 | N/A |
| 2013   | 暮れ逢い A Promise                                                                           | カール・ホフマイスター                     | | |
| 2014   | ヴェルサイユの宮廷庭師 A Little Chaos                                                        | ルイ14世                                   | 兼監督・共同脚本 | 石塚運昇 |
| 2015   | アイ・イン・ザ・スカイ 世界一安全な戦場 Eye in the Sky                                       | フランク・ベンソン陸軍中将                 | [ 17 ] | 土師孝也 |
| 2016   | アリス・イン・ワンダーランド/時間の旅 Alice Through the Looking Glass                        | アブソレム（声のみ）                       | 遺作 | 土師孝也 |

## CD
- When Love Speaks (2002/4/23)　詩を朗読

## 日本語吹き替え
『ハリー・ポッターと賢者の石』のセブルス・スネイプ役を演じて以降、リックマンが亡くなるまで大半の作品で土師孝也が専属（フィックス）に近い形で担当していた。土師によるリックマンの吹き替えは同業者からも評価が高く、「アラン・リックマンはもうこの声しか考えられない」と評されるほどに定着していた。
『ロビン・フッド』は既に他の声優で吹き替えが行われていたものの、「あれはあれで最高なんですけど、スネイプ先生（土師）でも聞いてみたい」という当時のプロデューサーの想いから、テレビ東京ではリックマンに土師を迎えた新録版が作られることもあった。
土師はリックマンについて「彼はあまり表情を出さないで声音で表現する」と分析しつつ、そこを捉えてリックマンがやっている芝居の方を読み解きながら演じていると述べている。
土師自身、リックマンに愛着を感じており、リックマンの没後にBSジャパンにて放送された『大統領の執事の涙』の新録版で演じた際の打ち上げでは「私がアラン・リックマンを吹き替えるのもこれで最後かな…」と語り、周囲は思わず涙が出そうになったという。
なお、日本における「スネイプ先生のものまね」は原語版のリックマン本人の声ではなく、吹き替え版の土師の声を真似ているパターンが人気を集めることが多い。
このほかにも、石塚運昇、内海賢二、大友龍三郎、筈見純、小林勝彦、有川博なども声を当てたことがある。

## 参照
1. ↑  “遅咲きながら大成功を収めた10人の男たち”. 2024年8月5日閲覧。
2. ↑  Solway, Diane (1991年8月). “Profile: Alan Rickman”. European Travel and Life.  オリジナルの2007年10月6日時点におけるアーカイブ。 2007年10月3日閲覧。
3. ↑  Mackenzie, Suzie (1998年1月3日). “Angel with Horns”. The Guardian (UK).  オリジナルの2007年10月6日時点におけるアーカイブ。 2007年10月3日閲覧。
4. ↑  Alan Rickman Family Info NNDB.com. Retrieved 4 September 2010.
5. ↑  追悼　アラン・リックマン
6. ↑  Alan Rickman Biography. TVGuide.com. Retrieved 6 September 2010.
7. ↑  “Interview: Evil Elegance”.   Alan-rickman.com. 2011年7月7日時点のオリジナルよりアーカイブ。2011年7月9日閲覧。
8. ↑  Rima Horton
9. ↑  McGlone, Jackie (2006年7月30日). “A man for all seasons”. The Scotsman (UK) 2011年4月23日閲覧。
10. ↑  Sheridan, Patricia (2008年12月15日). “Rickman never mixes acting with personal life”. GoErie.com 2011年4月23日閲覧。
11. ↑  Alan Rickman and Longtime Love Rima Horton Secretly Wed 3 Years Ago People 2015年4月23日
12. ↑  Alan Rickman, giant of British film and theatre, dies at 69 ザ・ガーディアン Thursday 14 January 2016
13. 1 2 3 4 5  “さすが名優…アランが撮影当初から隠し通した「スネイプの結末」”. COSMOPOLITAN. 2021年1月12日閲覧。
14. 1 2 3  “『ハリー・ポッター』故アラン・リックマン、実はスネイプ役を渋っていた！ 「もう悪役はやりたくない・・」そんなアランが出演を決めた理由とは…？”. COSMOPOLITAN. 2021年1月12日閲覧。
15. 1 2 3  “【ハリポタ 特別インタビュー2】アラン・リックマンが語るスネイプの孤独なる10年”. cinemacafe.net. 2019年11月5日閲覧。
16. ↑  “Alan Rickman’s secret showbiz diaries: the late actor on Harry Potter, politics and what he really thought of his co-stars”. オブザーバー.  ガーディアン (2022年9月24日). 2022年9月26日閲覧。 “27 July [2007] … I have finished reading the last Harry Potter book. Snape dies heroically, Potter describes him to his children as one of the bravest men he ever knew and calls his son Albus Severus. This was a genuine rite of passage. One small piece of information from Jo Rowling seven years ago – Snape loved Lily – gave me a cliff edge to hang on to.”
17. ↑  “アラン・リックマンさん遺作の軍事サスペンス「アイ・イン・ザ・スカイ」、今冬から公開”. 映画.com. (2016年8月19日) 2016年8月19日閲覧。
18. ↑  “ダークボの吹替偏愛録”.   吹替キングダム. 2023年10月10日閲覧。
19. ↑  ダークボのツイート(2021年11月21日)
20. ↑  “BSジャパンにて、6/22(水)『大統領の執事の涙』【新・吹替え版】放送！立木文彦が大統領の執事に!? 歴代大統領には豪華声優陣が集結！”.   吹替キングダム. 2023年10月10日閲覧。
21. ↑  ダークボのツイート(2016年6月17日)
22. ↑  “スネイプ先生がナポリタンを作ってる!?　そっくりすぎる声マネ料理動画が「グリフィンドールめちゃ減点してて草」と話題”.  ねとらぼ. 2023年10月12日閲覧。